# Morten Wermåker
Morten Wermåker (Oslo, 21 gennaio 1990) è un giocatore di calcio a 5 ed ex calciatore norvegese, di ruolo centrocampista.

## Carriera

### Club
Wermåker si trasferì dal Manglerud Start al KFUM Oslo dal 2006. Approdò in prima squadra nel 2010.
Inoltre, gioca per la formazione di calcio a 5 del club, con cui partecipò anche alla UEFA Futsal Cup.